# زیناکنتپک
زیناکنتپک (به اسپانیایی: Zinacantepec) از شهرهای کشور مکزیک است که در ایالت استادو د مخیکو قرار دارد و جمعیت آن طبق سرشماری سال ۲۰۱۰ میلادی ۵۴٬۲۲۰ نفر بوده‌است.